# Manukau Heights
Manukau Heights est une banlieue située à l’est du centre de l’ancienne cité de Manukau City, dans le secteur d’Auckland, dans l’île du Nord de la Nouvelle-Zélande.

## Situation
Elle est localisée à l’est de l’autoroute, alors que le district de commerce et de travail de la cité est situé à l’ouest de l’autoroute.